# Tundra
La tundra (del ruso тундра, ‘llanura sin árboles’, y del lapón tūndâr, ‘tierra infértil’) se describe como la región biogeográfica polar, cuya vegetación es de bajo crecimiento, más allá del límite norte de la zona arbolada.
Es un bioma que se caracteriza por su subsuelo helado, falta de vegetación arbórea o, en todo caso, de árboles naturales, lo cual se debe a la poca heliofanía y al estrés del frío glacial; los suelos, que están cubiertos de musgos y líquenes, son pantanosos, con turberas en muchos sitios. Se extiende principalmente por el hemisferio norte: extremo norte de Rusia, Alaska, norte de Canadá, este de Groenlandia y la costa ártica de Europa.
En el hemisferio sur se manifiesta con temperaturas mucho más parejas durante el año y en lugares como el extremo sur de Chile, islas subantárticas como la isla San Pedro (Georgia del Sur), Auckland y Kerguelen y en pequeñas zonas del norte de la Antártida cercanas al nivel del mar.
Se desarrolla a una latitud aproximada de 63°33′. Bajando estas latitudes se suelen encontrar bosques de coníferas (la taiga) con algunas betuláceas enanas en el hemisferio norte, bosques y selva húmeda fría de fagáceas, seguidos de coníferas australes en el hemisferio sur.
También existen biomas semejantes a los de la tundra por efecto de la altura, como en el Tíbet y en diversos niveles de las montañas de todo el mundo, como ocurre en zonas tropicales.
Se pueden distinguir tres tipos de tundra: alpina, ártica y antártica. La alpina se encuentra en zonas montañosas, mientras que la ártica se encuentra en zonas más bajas en donde se forman charcos y es en esta donde hay mayor presencia de vegetación; por último, la antártica, que cuenta con mucho menos biodiversidad que las dos anteriores. En la tundra la vegetación está compuesta de arbustos enanos, juncias, hierbas, musgos y líquenes. En algunas regiones de tundra crecen árboles dispersos. El ecotono (o región límite ecológica) entre la tundra y el bosque se conoce como límite del bosque o línea de árboles.

## Clima

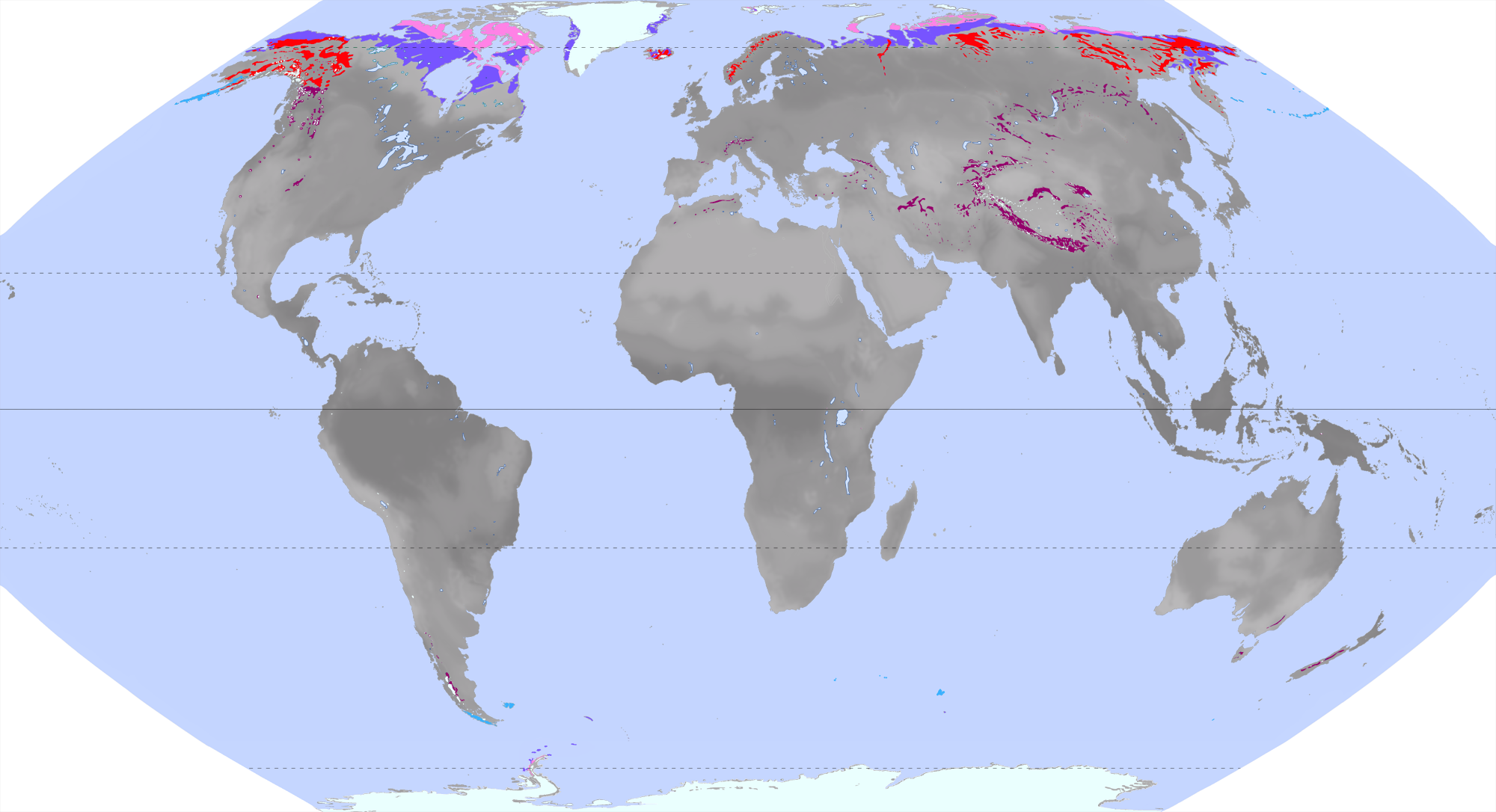
Ubicación de los principales tipos de tundra:
Tundra polar alta: con una cobertura vegetal del 10 al 80% y formada por musgos y líquenes.
Tundra polar baja: con una cobertura vegetal mayor al 80% y formada por hierbas y subarbustos.
Tundra alpina subpolar
Tundra alpina templada: de herbazales y brezales
Tundra subantártica: de herbazales, brezales y turberas

Los climas de tundra normalmente se ajustan a la clasificación climática de Köppen ET, lo que significa un clima local en el que al menos un mes tiene una temperatura promedio lo suficientemente alta como para derretir nieve (0 °C), pero ningún mes con una temperatura promedio superior a 10 °C (50 °F), por lo que grandes extensiones se convierten en pantanos (turberas); esto sucede por el deshielo y porque los suelos no permiten que se filtre el agua, debido al permafrost, que favorece la solifluxión.

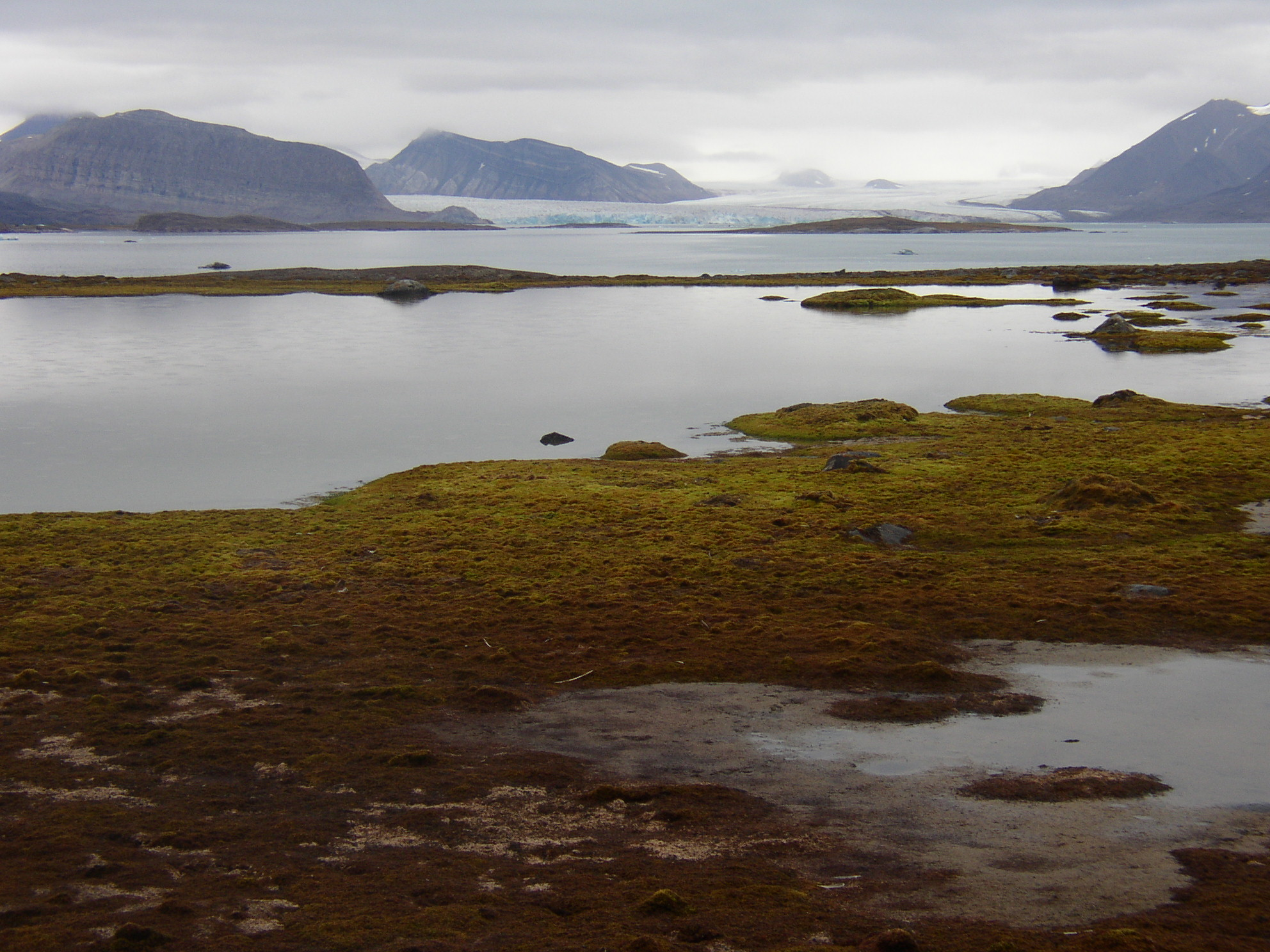
Región de tundra situada en Svalbard.

En zonas cercanas, en torno a los círculos polares, donde los inviernos son extremadamente fríos y los veranos cortos y frescos, se registran lluvias ligeras en verano y nevadas el resto del año. Su clima polar propicia que durante los largos inviernos la temperatura permanezca de promedio en −28 °C y que el terreno esté cubierto por hielo y nieve.
El límite de frío generalmente cumple con los climas EF de hielo y nieves permanentes; el límite de verano cálido generalmente se corresponde con el límite hacia los polos o la altitud de los árboles, donde se clasifican en los climas subárticos designados Dfd, Dwd y Dsd (inviernos extremos como en partes de Siberia), Dfc que es típico en Alaska, Canadá, partes de Escandinavia, Rusia Europea y Siberia Occidental (inviernos fríos con meses de congelación), o incluso Cfc (ningún mes más frío que –3 °C (27 °F) como en partes de Islandia y el extremo sur de América del Sur). Los climas de tundra, por regla general, son hostiles a la vegetación leñosa, incluso cuando los inviernos son comparativamente suaves según los estándares polares, como en Islandia.
A pesar de la diversidad potencial de climas en la categoría ET, que involucra precipitaciones, temperaturas extremas y estaciones húmedas y secas relativas, esta categoría raramente se subdivide. Las precipitaciones y nevadas son generalmente leves debido a la baja presión de vapor del agua en la atmósfera fría, pero como regla general la evapotranspiración potencial es extremadamente baja, permitiendo terrenos pantanosos y turberas incluso en lugares con precipitaciones típicas de desiertos de latitudes medias y bajas. La cantidad de biomasa de la tundra nativa depende más de la temperatura local que de la cantidad de precipitación.

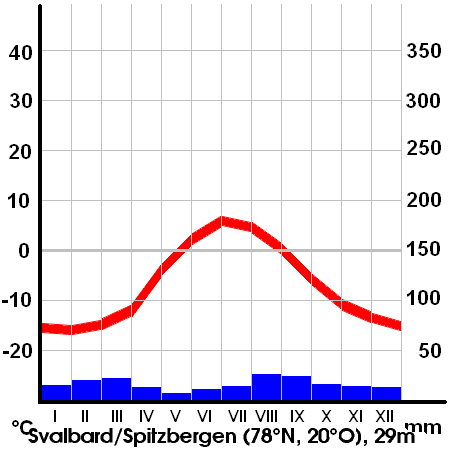
Ejemplo de clima de tundra ártica (Svalbard).

## Carbono
Cabe resaltar que más de un tercio del carbono atrapado en el suelo se encuentra en las áreas de taiga y tundra. Cuando el permafrost se funde un poco, libera carbono en forma de dióxido de carbono, efecto que se ha observado en Alaska. En la década de 1970 la tundra era un depósito de carbono, pero en la actualidad se la considera más como una fuente de carbono gaseoso.

## Fauna
Los animales tienen necesidad de protegerse del frío. Algunos animales desarrollan un denso pelaje y acumulan una gran cantidad de grasa subcutánea: su relación superficie-volumen es lo más pequeña posible para aislarse del frío. Otros construyen galerías en la nieve cuando no hay en el suelo; y, por último, algunos migran en épocas muy frías, como el caribú (o reno).
Los poiquilotermos, por su parte, alternan estados de resistencia al frío con ciclos de desarrollos cortos en épocas cálidas. Abundan los insectos ápteros y acuáticos, escasean los reptiles y anfibios.
Los niveles tróficos son muy cortos en invierno, con pocas especies no migratorias; aumenta la cadena trófica con la llegada de los animales migratorios. En ecosistemas litorales, las aves y los mamíferos litorales, como focas y lobos de mar (Otaria flavescens), también son un importante componente migratorio. Dado lo anterior y la poca diversidad de presas, los cambios de uno afectan al conjunto, de ahí las grandes fluctuaciones poblacionales periódicas de las tundras, mayor de lo que es general.
Existen herbívoros —el caribú (o reno), el buey almizclero, la liebre ártica, la cabra nival y el lemmino— y carnívoros —el oso blanco (en el extremo norte), el lobo, el halcón gerifalte, el oso kodiak y el búho nival—. Los salmones son, en gran medida, la base de la red trófica para la fauna de este bioma.

## Flora

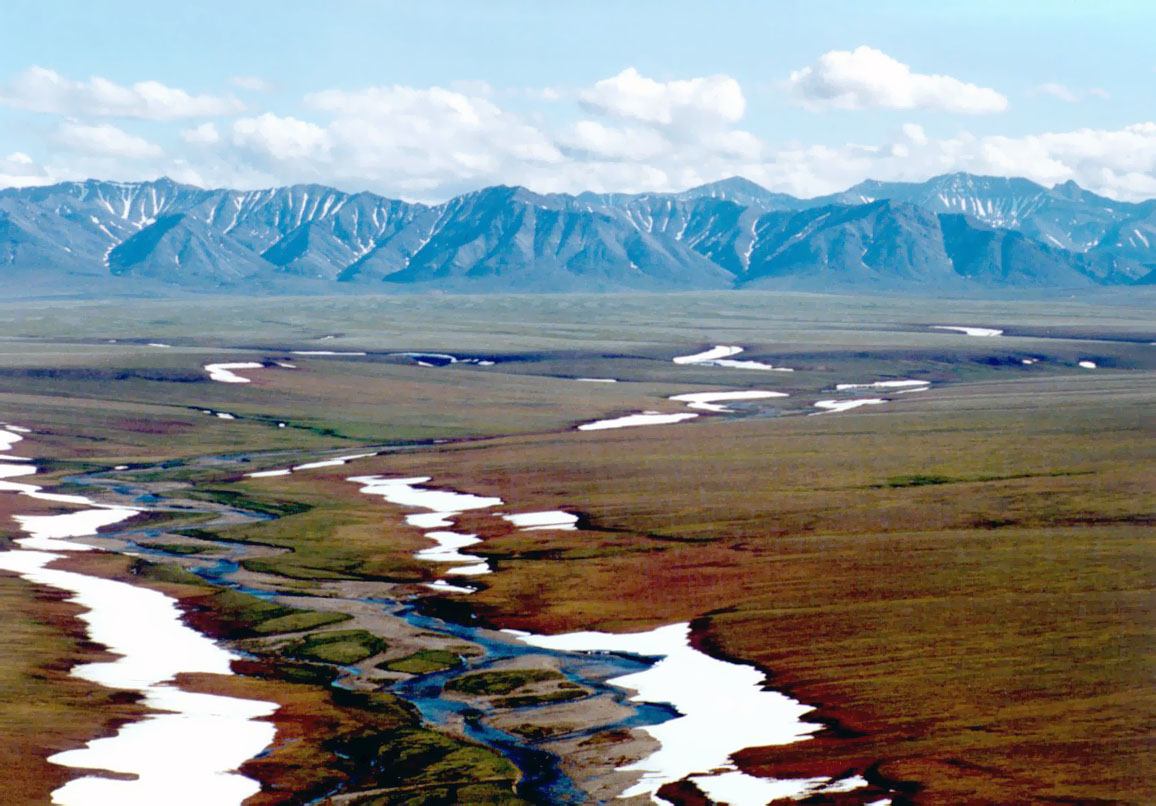
Tundra en Alaska.

La vida vegetal se ve expuesta a bajas temperaturas, lo cual dificulta su supervivencia, además la obtención de agua resulta escasa, pues se encuentra congelada durante la mayor parte del año. Además la materia inorgánica mineralizada es muy pobre, debido a la baja tasa de descomposición de la materia orgánica. En las tundras, donde las temperaturas son inferiores a 10 °C en el mes más cálido y los períodos sin hielos tienen una duración inferior a tres meses al año, no es posible el crecimiento arbóreo, por lo que las plantas comunes son los musgos y los líquenes, que no pasan de los 10 cm de altura, ya que los fuertes vientos les impiden alcanzar un mayor desarrollo.

### Características de la vida vegetal
- Suelos poco fértiles, formados por materiales residuales de la alteración mecánica y química incompleta de la roca originaria.

- La vegetación depende de los periodos de actividad y las condiciones hídricas del suelo.
- Vegetación abierta y dominio de líquenes y musgos.
- Sustratos inestables para el crecimiento arbóreo (solifluxión).
- Vegetación zonificada según el periodo de actividad.
- Series xerófilas. Estepas de líquenes con sauces, etc.
- Suelos poco fértiles y bien drenados hasta el permafrost.
- Tundra mesófila (15-30 °C) con dominio de ciperáceas y deshelados hasta 200 años.

## Clases de tundra

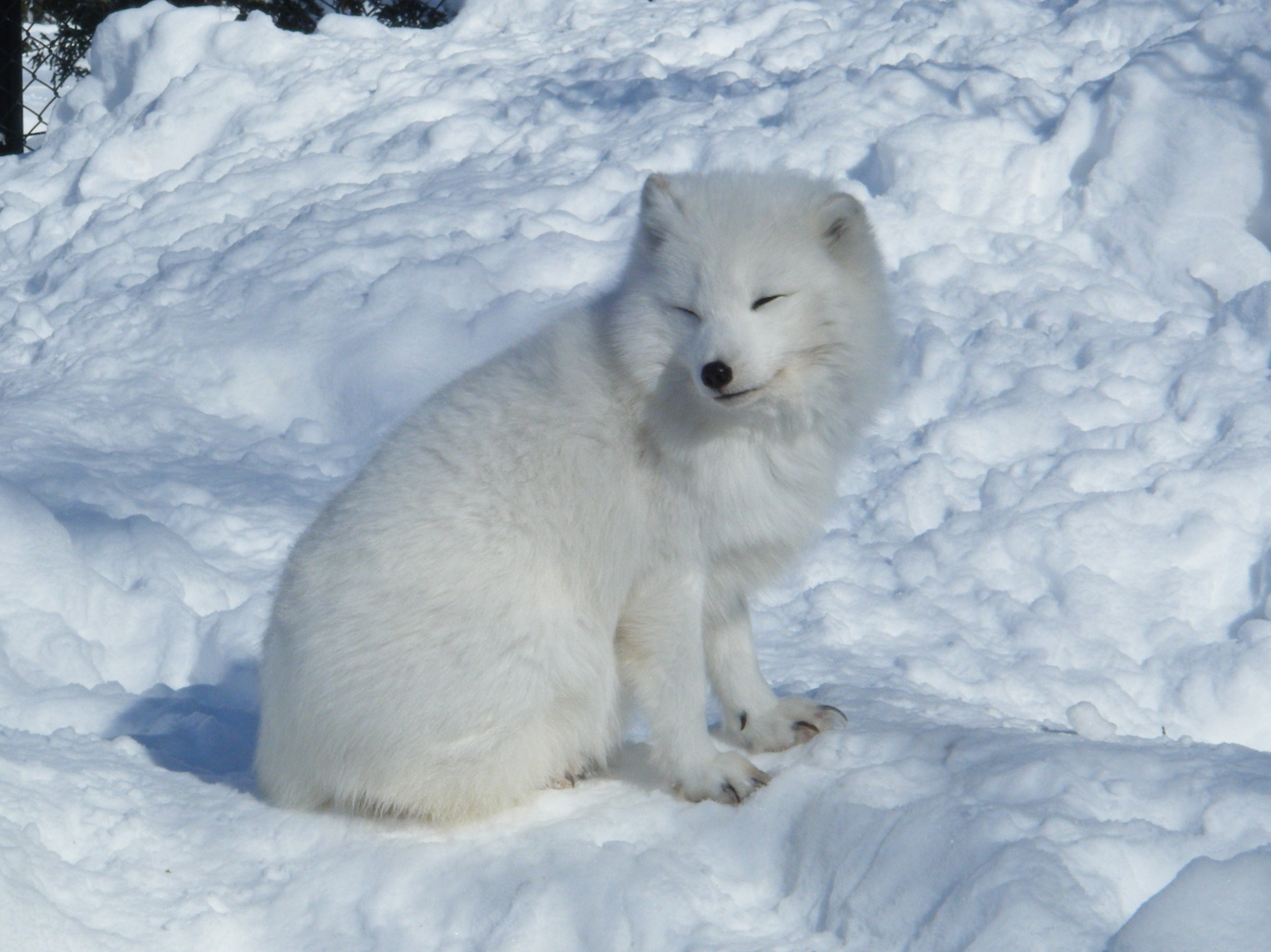
Zorro ártico, especie adaptada a la tundra.

### Tundra ártica
La tundra ártica se encuentra ubicada en el hemisferio norte; abarca las regiones de América del Norte y Eurasia y ocurre en el hemisferio norte, al norte del cinturón de la taiga. La tundra ártica generalmente se refiere solo a las áreas donde el subsuelo es permafrost, o el suelo está permanentemente congelado (también puede referirse a la llanura sin árboles en general, de modo que se incluiría el norte de Sapmi) y que incluye vastas áreas del norte de Rusia y Canadá.
La tundra ártica está congelada durante gran parte del año. El suelo allí está congelado de 25 a 90 cm (10 a 35 pulgadas) hacia abajo y es imposible que los árboles crezcan. En su lugar, las tierras desnudas y a veces rocosas solo pueden soportar plantas de crecimiento bajo como el musgo, el brezo y el liquen.
Aquí solo se perciben dos estaciones, invierno y verano; el invierno es muy frío y oscuro, con una temperatura promedio de alrededor de –28 °C (–18 °F), que a veces baja a –50 °C (–58 °F). Durante el verano, las temperaturas suben un poco y la capa superior del suelo congelado estacionalmente se derrite, dejando el suelo muy empapado. En esta época la tundra está cubierta por marismas, lagunas, pantanos y arroyos. Por lo general las temperaturas diurnas durante el verano se elevan a aproximadamente 12 °C (54 °F) pero a menudo pueden bajar a 3 °C (37 °F) o incluso por debajo del punto de congelación 0 °C (32 °F).

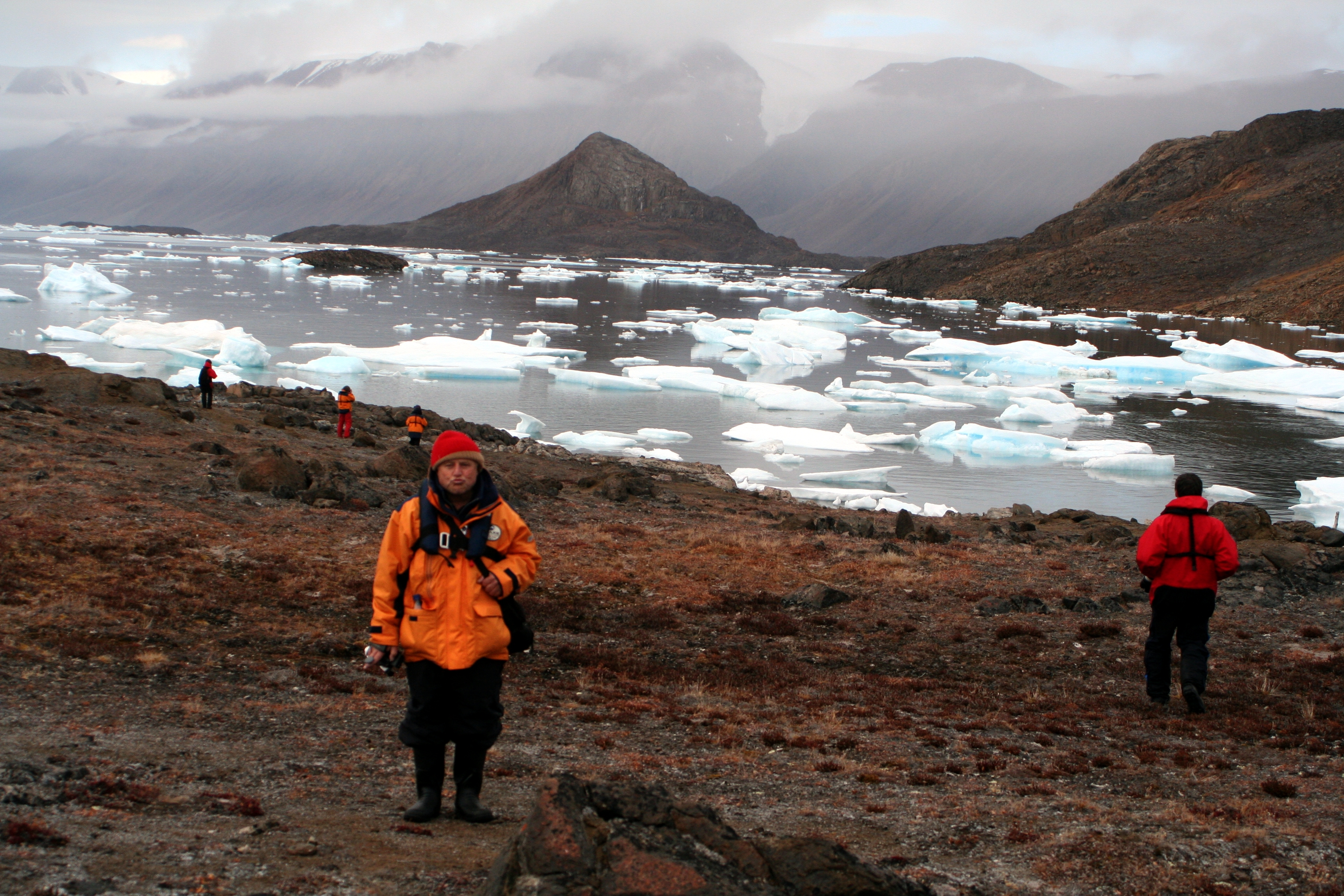
Tundra en el Ártico.

En Canadá y Rusia muchas de estas áreas están protegidas a través de un Plan de Acción sobre Biodiversidad nacional.
La tundra tiende a ser ventosa, con vientos que a menudo soplan a más de 50-100 km/h (30-60 mph). Sin embargo, en términos de precipitación, es similar al desierto, con solo alrededor de 15-25 cm (6-10 pulgadas) de precipitación anual (el verano es típicamente la temporada de máxima precipitación). Durante el verano el permafrost se derrite lo suficiente como para permitir que las plantas crezcan y se reproduzcan, pero debido a que el suelo por debajo está congelado, el agua no puede hundirse más, por lo que forma lagunas y marismas durante los meses de verano.
En esta tundra existe un patrón natural de acumulación de combustible e incendios forestales que varía según la naturaleza de la vegetación y el terreno. La investigación en Alaska ha mostrado intervalos de retorno de eventos de incendio (FRI en inglés) que típicamente varían de 150 a 200 años, con áreas secas de tierras bajas que se queman con mayor frecuencia que las áreas más húmedas de las tierras altas.
La biodiversidad de la tundra es baja: se pueden encontrar 1700 especies de plantas vasculares y solo 48 especies de mamíferos terrestres, aunque millones de aves migran cada año a las marismas. También hay algunas especies de peces aunque pocas con grandes poblaciones. Entre los animales notables en la tundra ártica se incluyen el caribú (reno), el buey almizclero, la liebre ártica, el zorro ártico, el búho nival, los lemmings y los osos polares (solo cerca de las masas de agua alimentadas por los océanos). La tundra está en gran parte desprovista de poiquilotermos, como ranas o lagartos.
Estas áreas son ricas en recursos naturales como el petróleo y el uranio. En los últimos tiempos ha aumentado la actividad humana en ellas para su explotación, como en Alaska, Rusia y otras partes del mundo.

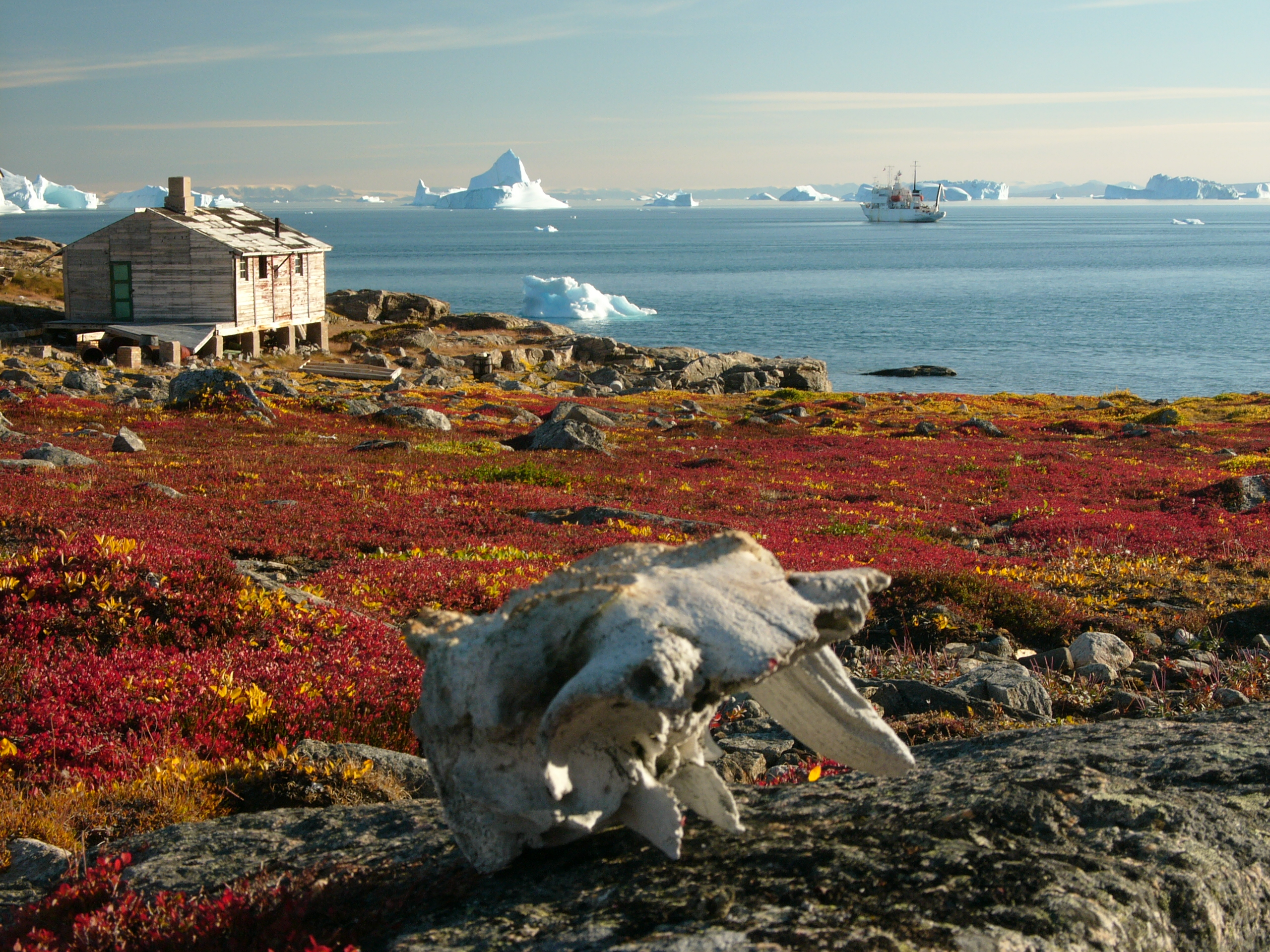
Tundra en Groenlandia.

#### América del Norte
Ubicada en el borde norte de Alaska y Canadá y en las zonas costeras de Groenlandia, la tundra de América del Norte ocupa un área, en conjunto, de 5 300 000 km², donde la temperatura va desde los –24 °C a los –60 °C. En verano la mayor parte de la nieve se derrite, dando paso al crecimiento de musgos y flores árticas. Debido al clima severo pocas especies viven en este ambiente.
El parque nacional Denali, llamado así por la palabra atapasca con la que se denomina el monte Denali, es una enorme reserva al sur de Alaska que conserva tundra alpina y glaciares.

#### Eurasia

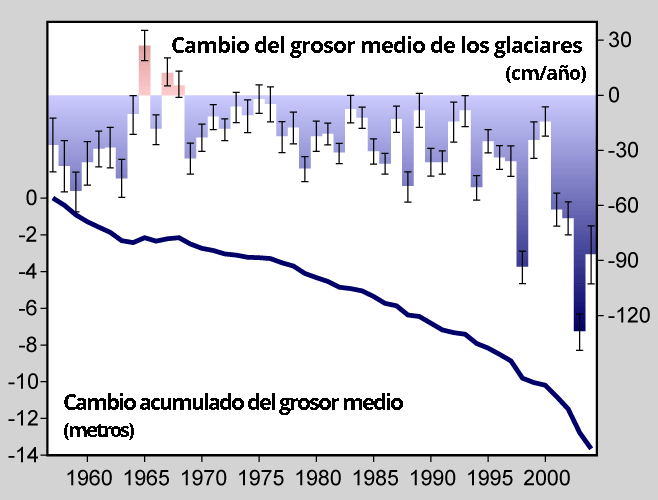
Esquema que muestran escasos registros indican que los glaciares han estado retrocediendo desde principios de 1800. En la década de 1950 comenzaron las mediciones que permiten el seguimiento del balance de masa de los glaciares. Esto refleja el problema de los deshielos que también afecta a la tundra.

Ubicada desde el este de Islandia, atravesando la región norte escandinava, la isla de Nueva Zembla y Siberia, hasta el mar de Bering, la tundra euroasiática ocupa un área, en conjunto, de 3 300 000 km², donde la temperatura va desde los –8 °C hasta los –60 °C; el invierno más crudo lo recibe Siberia, mientras que la tundra en Escandinavia es de –8 °C. Al igual que en la tundra norteamericana estos ecosistemas atraen a gran cantidad de animales migratorios en verano debido al incremento de la biodiversidad.

##### Afectaciones por el calentamiento global
Una amenaza grave para la tundra es el calentamiento global, que hace que el permafrost se derrita. El derretimiento del permafrost en un área determinada en escalas de tiempo humanas (décadas o siglos) podría cambiar radicalmente qué especies pueden sobrevivir allí.
Otra preocupación es que alrededor de un tercio del carbono del planeta está en las áreas de la taiga y la tundra. Cuando el permafrost se derrite, libera carbono en forma de dióxido de carbono y metano, que son gases de efecto invernadero. El efecto se ha observado en Alaska. En la década de 1970 la tundra era un sumidero de carbono, pero hoy en día es una fuente de carbono. El metano se produce cuando la vegetación se descompone en lagunas y humedales.
La cantidad de gases de efecto invernadero que se emitirán en los escenarios previstos para el calentamiento global no se ha cuantificado de manera confiable mediante estudios científicos, aunque se informó que algunos estudios estaban en marcha en 2011. No está claro si el impacto del aumento de los gases de efecto invernadero de esta fuente pueda ser mínimo o excesivo.
En lugares donde la vegetación muerta y la turba se han acumulado, existe el riesgo de incendios forestales como los 1039 km² de tundra que se quemaron en 2007 en la ladera norte de Brooks Range en Alaska. Tales eventos pueden ser el resultado del calentamiento global y contribuir al mismo.

### Tundra antártica
Este tipo de tundra se encuentra en las regiones antárticas e islas subantárticas como las islas Georgias del Sur, las islas Sandwich del Sur y las islas Kerguelen. A pesar de que gran parte de la Antártida es demasiado fría y seca para la vida vegetal y la mayor parte del continente está prácticamente congelado, algunas porciones del continente, especialmente la península Antártica, tienen áreas de suelo rocoso que cumplen las condiciones propicias para la proliferación de líquenes y plantas hepáticas que viven en la roca expuesta y las playas. La flora actualmente consiste en alrededor de 300-400 líquenes, 100 musgos, 25 hepáticas y alrededor de 700 especies de algas terrestres y acuáticas, que viven en las áreas expuestas de rocas y suelos alrededor de la costa del continente. Las dos especies de plantas con flores de la Antártida, el pasto antártico (Deschampsia antarctica) y la oruga antártica (Colobanthus quitensis), se encuentran en las partes norte y oeste de la península Antártica. En contraste con la tundra ártica, la tundra antártica carece de una gran fauna de mamíferos, principalmente debido a su aislamiento físico de los otros continentes. Los mamíferos marinos y las aves marinas, como focas y pingüinos, habitan en áreas cercanas a la costa y algunos mamíferos pequeños, como conejos y gatos, han sido introducidos por humanos en algunas de las islas subantárticas. La ecorregión de la tundra de las islas subantárticas Antipodes incluye las islas Bounty, Auckland, Antípodas, isla Campbell y la isla Macquarie. Las especies endémicas de esta ecorregión son Nematoceras dienemum y Nematoceras sulcatum (las únicas orquídeas subantárticas), el pingüino real y el albatros antípodo.
La flora y la fauna de la Antártida y las islas antárticas (al sur de los 60 ° de latitud sur) están protegidas por el Tratado Antártico. En contraste con la tundra ártica, la tundra antártica carece de una gran fauna mamífera, debido principalmente a que se encuentra bastante alejada de los demás continentes, sin embargo se puede observar que en el lugar habitan comunidades de pingüinos y focas.

### Tundra alpina

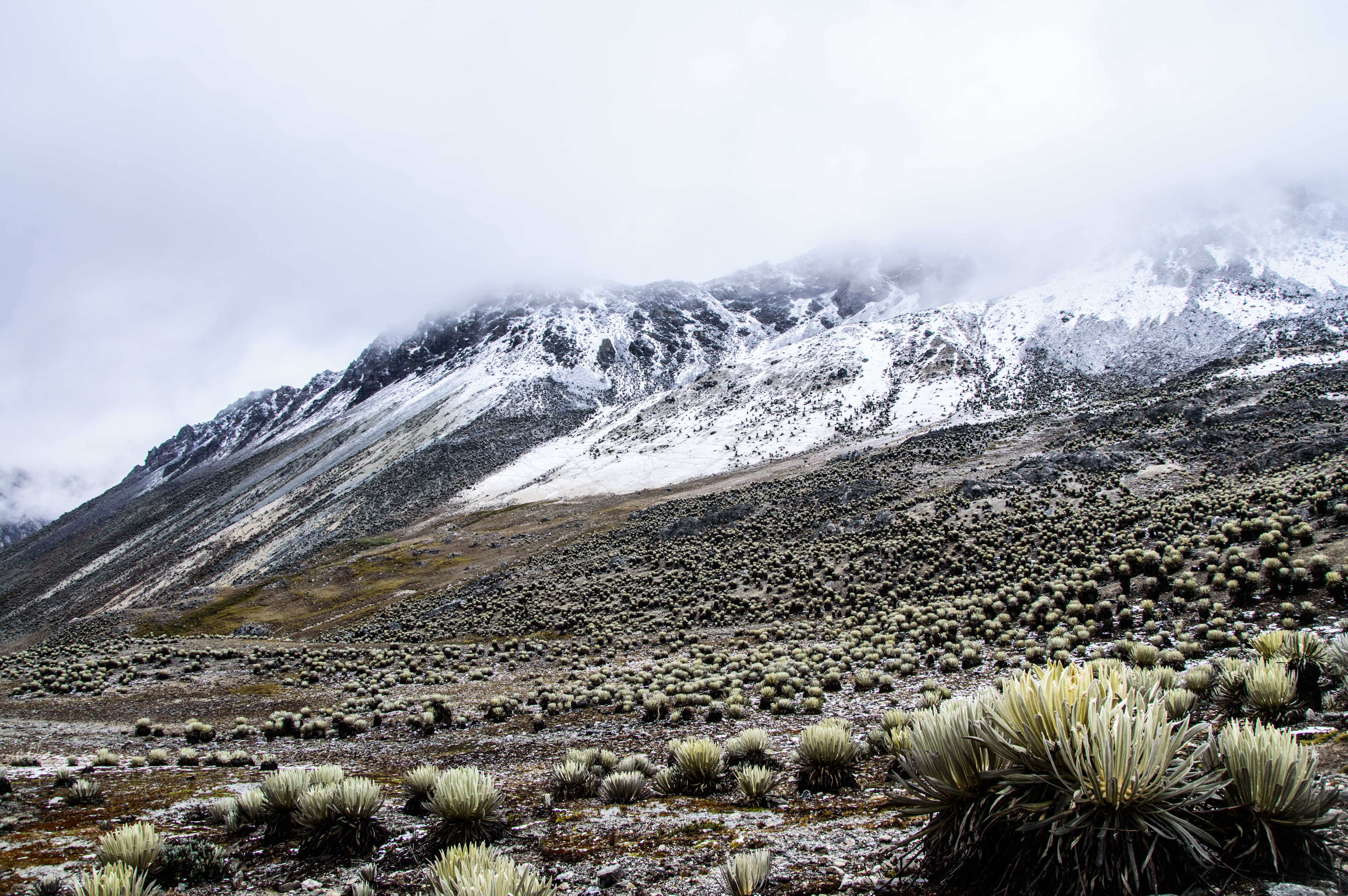
Tundra alpina en los Andes venezolanos.

La tundra alpina está situada en las montañas en todo el mundo, a altas altitudes, donde los árboles no pueden crecer debido a la temperatura, que en la noche se encuentra generalmente por debajo de los 0 °C. Este clima es causado por la baja presión del aire y es bastante parecido al clima polar. La tundra alpina se diferencia de la tundra ártica por sus suelos bien drenados, aunque las comunidades de plantas son similares en estas dos regiones. La flora de la tundra alpina se caracteriza por arbustos enanos cerca del suelo.
La tundra alpina se distingue de la tundra ártica en que la tundra alpina generalmente no tiene permafrost y los suelos alpinos generalmente están mejor drenados que los suelos árticos.
La tundra alpina transita hacia bosques subalpinos por debajo de la línea de árboles; Los bosques atrofiados que se producen en el bosque-tundra ecotono (la línea de árboles) se conocen como krummholz.

#### Clima
- Presión atmosférica: reducida; afecta a los homeotermos.
- Temperatura: baja hasta 1 °C a 140 m en los Alpes, a 165 m en el Cáucaso y a 200 m en los Andes ecuatoriales.
- Humedad relativa: variable.
- Vientos: concentra nubes y obliga a buscar abrigamiento.
- Nieve: provoca periodicidad en actividad biológica.